# 단 미츠
단 미츠(일본어: 壇 蜜 단 미쓰[*], 1980년 12월 3일 ~ )는 일본의 배우이다. 아키타현 출신. 그라비아 아이돌로 화보촬영 등의 활동하였으며, TV 드라마 및 영화에도 참여했다. 대표적인 영화로는 달콤한 채찍(2013)과 나의 노예가 되어주세요(2012)가 있다. 특히, '달콤한 채찍'으로 37회 일본아카데미상(2014) 신인배우상을 수상하였다.

## 출연 작품

### 드라마
- 2013년
  - 한자와 나오키 (TBS) - 후지사와 미키 역

- 2014년
  - 아라사짱 무수정 (도쿄TV) - 아라사짱 역
  - 호시 신이치 미스터리 SP (후지TV) - '화려한 세 가지 소원'의 유카리 역

- 2016년
  - CROW'S BLOOD (hulu) - 요시카와 에이코 역

- 2017년
  - 우리 남편은 일을 못해(NTV) - 쿠로카와 아키라 역

### 영화
- 나의 노예가 되어주세요 (2012) - 주연
- 달콤한 채찍 (2013) - 주연
- 먹는 여자 (2018)
- 마진전대 키라메이저 극장판 (2021) - 악몽의 마에스트로 민조

### 게임
- 2010년 용과 같이 4: 전설을 잇는 자 - 호스티스 역(사이토 시즈카 명의)